# Nostra Senyora de Força Real

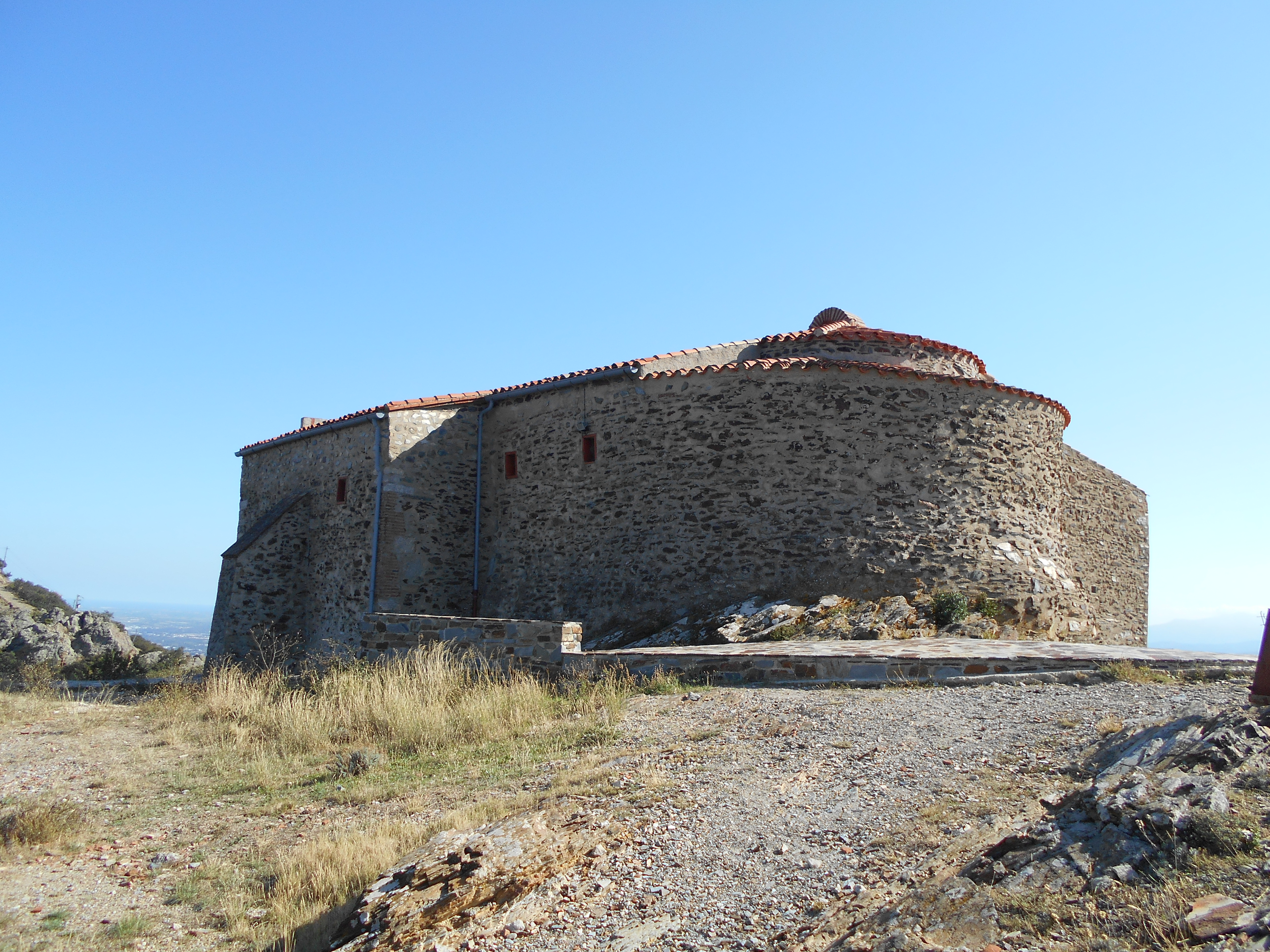
Capçalera del santuari

Nostra Senyora de Força Real és una Capella o ermita del Rosselló (Catalunya del Nord), en el territori de l'actual comuna de Montner, just al límit amb la de Millars.
Està situat a la carena que separa els dos termes esmentats, al capdamunt del Mont Ner, o Montnegre, o Serra de Força Real, on hi ha també algunes restes del Castell de Força Real.

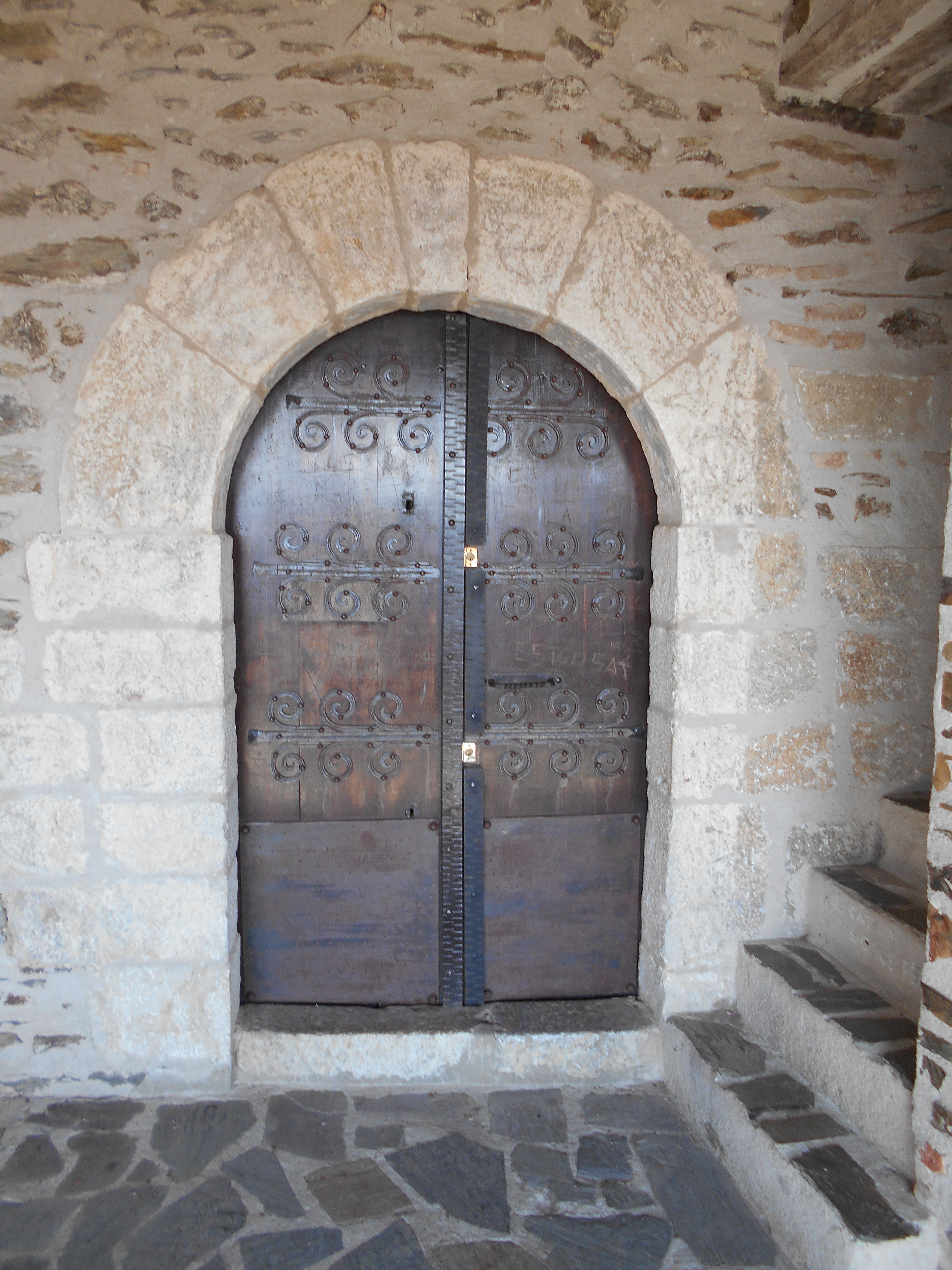
Porta de l'església

La capella, que utilitza com a capçalera una antiga torre medieval de senyals, contemporània del castell proper, fou fundada el 1693 per Joana de Ros, baronessa de Montclar i senyora de Millars. Està dedicada a la Mare de Déu dels Dolors.

## Determinació de la longitud del metre
Aquest indret elevat va formar part de la colla de vèrtexs on es van prendre dades i s'hi van fer triangulacions, a finals del segle xviii, per mesurar amb precisió el meridià terrestre que passa per Dunkerque, París i Barcelona. Això va permetre determinar la longitud del metre.